# Арикбалицький сільський округ (Казалінський район)
Арикбали́цький сільський округ (каз. Арықбалық ауылдық округі, рос. Арыбалыкский сельский округ) — адміністративна одиниця у складі Казалінського району Кизилординської області Казахстану. Адміністративний центр та єдиний населений пункт — село імені Жанкожа-батира.
Населення — 1531 особа (2021; 1831 у 2009, 1701 у 1999, 1681 у 1989).
Станом на 1989 рік існувала Арикбалицька сільська рада (села 40 літ Казахської РСР, Жиєнали, Шакен, Шилі, Шулкум). Пізніше села Шакен, Шилі, Шолком утворили окремий Шакенський сільський округ.

## Склад
До складу округу входять такі населені пункти:
| Населений пункт            | Колишні назви         | Населення, осіб (1989) | Населення, осіб (1999) | Населення, осіб (2009) | Населення, осіб (2021) |
| -------------------------- | --------------------- | ---------------------- | ---------------------- | ---------------------- | ---------------------- |
| Жиєнали, село              | -                     | 155                    | -                      | -                      | -                      |
| імені Жанкожа-батира, село | 40 літ Казахської РСР | 1681                   | 1701                   | 1831                   | 1531                   |